# NHL Amateur Draft 1973
Der NHL Amateur Draft 1973, die jährliche Talentziehung der National Hockey League, fand am 15. Mai 1973 im Mount Royal Hotel im kanadischen Montreal in der Provinz Québec statt.
Insgesamt wurden 168 Spieler in zwölf Runden gezogen, wobei in den letzten vier Runden nur noch wenige Teams Spieler auswählten. Der Gesamterste war Denis Potvin, den die Scouts vorher die Nachfolge von Bobby Orr, dem besten Verteidiger der Liga, zutrauten. Potvin erfüllte die Erwartungen und war einer der Top-Draftpicks, denen es gelang, eine dominante Führungsrolle in seinem Team zu übernehmen und das Team zum Gewinn des Stanley Cups. Eine ähnlich positive Entwicklung durchlief der an vierter Stelle gezogene Lanny McDonald, der ebenfalls eine große NHL-Karriere haben sollte.

## Konkurrenz durch die World Hockey Association
Ein besonderes Augenmerk galt in dieser Zeit der Konkurrenz durch die World Hockey Association, die 1973 den WHA Amateur Draft einführte. Die Ligaleitung der NHL legte ihren Draft drei Tage vor die Austragung der WHA, wodurch die Teams beim Verpflichten der jungen Talente einen kleinen Vorsprung hatten. Die NHL-Teams konnten alle Erstrunden-Picks unter Vertrag nehmen, bevor die WHA hierzu in der Lage war.

## Draftergebnis
| Pick                           | Spieler                 | Land               | NHL-Team                | College-/ Junioren-/ Profi-Team          |
| 1. Runde                       | 1. Runde                | 1. Runde           | 1. Runde                | 1. Runde                                 |
| ------------------------------ | ----------------------- | ------------------ | ----------------------- | ---------------------------------------- |
| 1.                             | Denis Potvin (D)        | Kanada             | New York Islanders      | Ottawa 67’s (OHA)                        |
| 2.                             | Tom Lysiak (C)          | Kanada             | Atlanta Flames          | Medicine Hat Tigers (WCHL)               |
| 3.                             | Dennis Ververgaert (RW) | Kanada             | Vancouver Canucks       | London Knights (OHA)                     |
| 4.                             | Lanny McDonald (RW)     | Kanada             | Toronto Maple Leafs     | Medicine Hat Tigers (WCHL)               |
| 5.                             | John Davidson (G)       | Kanada             | St. Louis Blues         | Calgary Wranglers (WCHL)                 |
| 6.                             | André Savard (C)        | Kanada             | Boston Bruins           | Québec Remparts (QMJHL)                  |
| 7.                             | Blaine Stoughton (RW)   | Kanada             | Pittsburgh Penguins     | Flin Flon Bombers (WCHL)                 |
| 8.                             | Bob Gainey (LW)         | Kanada             | Montréal Canadiens      | Peterborough Petes (OHA)                 |
| 9.                             | Bob Dailey (D)          | Kanada             | Vancouver Canucks       | Toronto Marlboros (OHA)                  |
| 10.                            | Bob Neely (D)           | Kanada             | Toronto Maple Leafs     | Peterborough Petes (OHA)                 |
| Weitere erwähnenswerte Spieler |                         |                    |                         |                                          |
| 12.                            | Morris Titanic (LW)     | Kanada             | Buffalo Sabres          | Sudbury Wolves (OHA)                     |
| 13.                            | Darcy Rota (LW)         | Kanada             | Chicago Black Hawks     | Edmonton Oil Kings (WCHL)                |
| 14.                            | Rick Middleton (RW)     | Kanada             | New York Rangers        | Oshawa Generals (OHA)                    |
| 15.                            | Ian Turnbull (D)        | Kanada             | Toronto Maple Leafs     | Ottawa 67’s (OHA)                        |
| 2. Runde                       |                         |                    |                         |                                          |
| 18.                            | Blake Dunlop (C)        | Kanada             | Minnesota North Stars   | Ottawa 67’s (OHA)                        |
| 21.                            | Eric Vail (LW)          | Kanada             | Atlanta Flames          | Sudbury Wolves (OHA)                     |
| 24.                            | George Pesut (D)        | Kanada             | St. Louis Blues         | Saskatoon Blades (WCHL)                  |
| 30.                            | Pat Hickey (LW)         | Kanada             | New York Rangers        | Hamilton Red Wings (OHA)                 |
| 32.                            | Ron Andruff (C)         | Kanada             | Montréal Canadiens      | Flin Flon Bombers (WCHL)                 |
| 3. Runde                       |                         |                    |                         |                                          |
| 33.                            | Dave Lewis (D)          | Kanada             | New York Islanders      | Saskatoon Blades (WCHL)                  |
| 36.                            | Doug Gibson (C)         | Kanada             | Boston Bruins           | Peterborough Petes (OHA)                 |
| 39.                            | Nelson Pyatt (C)        | Kanada             | Detroit Red Wings       | Oshawa Generals (OHA)                    |
| 41.                            | Rick Chinnick (RW)      | Kanada             | Minnesota North Stars   | Peterborough Petes (OHA)                 |
| 45.                            | Randy Holt (D)          | Kanada             | Chicago Black Hawks     | Sudbury Wolves (OHA)                     |
| 47.                            | Al Sims (D)             | Kanada             | Boston Bruins           | Flin Flon Bombers (WCHL)                 |
| 48.                            | Bob Gassoff (D)         | Kanada             | St. Louis Blues         | Medicine Hat Tigers (WCHL)               |
| 4. Runde                       |                         |                    |                         |                                          |
| 53.                            | Dean Talafous (RW)      | Vereinigte Staaten | Atlanta Flames          | University of Wisconsin–Madison (NCAA)   |
| 55.                            | Dennis Owchar (D)       | Kanada             | Pittsburgh Penguins     | Toronto Marlboros (OHA)                  |
| 5. Runde                       |                         |                    |                         |                                          |
| 65.                            | Ron Kennedy (RW)        | Kanada             | New York Islanders      | New Westminster Bruins (WCHL)            |
| 6. Runde                       |                         |                    |                         |                                          |
| 85.                            | Ken Houston (D)         | Kanada             | Atlanta Flames          | Chatham Maroons (SOJHL)                  |
| 7. Runde                       |                         |                    |                         |                                          |
| 104.                           | John Wensink (LW)       | Kanada             | St. Louis Blues         | Cornwall Royals (QMJHL)                  |
| 8. Runde                       |                         |                    |                         |                                          |
| 118.                           | Dennis Polonich (D)     | Kanada             | Detroit Red Wings       | Flin Flon Bombers (WCHL)                 |
| 9. Runde                       |                         |                    |                         |                                          |
| 129.                           | Bob Lorimer (D)         | Kanada             | New York Islanders      | Michigan Technological University (NCAA) |
| 130.                           | Larry Patey (C)         | Kanada             | California Golden Seals | Braintree Hawks (NEJHL)                  |
| 134.                           | Gord Lane (D)           | Kanada             | Pittsburgh Penguins     | New Westminster Bruins (WCHL)            |
| 11. Runde                      |                         |                    |                         |                                          |
| 160.                           | Angie Moretto (C)       | Kanada             | California Golden Seals | University of Michigan (NCAA)            |
| 162.                           | Greg Fox (D)            | Kanada             | Atlanta Flames          | University of Michigan (NCAA)            |
| 12. Runde                      |                         |                    |                         |                                          |
| 167.                           | Cap Raeder (G)          | Vereinigte Staaten | Montréal Canadiens      | University of New Hampshire (NCAA)       |